# Jemtia
Jemtia (en sueco: Jämtland [ˈjɛmtˌlanː]ⓘ) es una de las 25 provincias históricas de Suecia (en sueco: landskap) situada en el centro occidental del país, en la región de Norlandia, que limita al sur con las provincias históricas de Herdalia y Medelpadia, al este con Angermania, con Laponia al norte y con la provincia noruega de Trøndelag al oeste. Su nombre significa «Tierra de los Jamts», en referencia a su población nativa.
Jemtia ocupa 34.009 km, por lo que era la segunda mayor provincia histórica en extensión. Su población actual es de 113.000 habitantes de la mayoría de los cuales viven en Storsjöbygden, el área circundante al lago Storsjön, siendo Östersund es la mayor ciudad de la provincia. Aunque en la actual organización territorial de Suecia las provincias históricas no son entidades administrativas, sino solo culturales e históricas, existe la actual provincia de Jemtia, de cuyo territorio la provincia histórica ocupa más de tres cuartas partes, aunque pequeñas zonas del norte actualmente pertenecen a las provincias de Vestrobotnia y Vestronorlandia.

## Historia
En la Alta Edad Media, Jemtia era una nación campesina independiente, organizada como república con sus propias leyes, moneda y parlamento, aunque carente de administración pública.
Histórica, social y políticamente Jemtia ha sido un territorio especial en disputa entre Noruega y Suecia, como queda plasmado en el escudo de la provincia donde se la representa como un alce hostigado desde este y oeste. Jemtia fue conquistada por Noruega en 1178 y siguió siendo una región noruega durante unos 450 años, hasta que fue cedida a Suecia en 1645. Durante el periodo de revueltas (1563-1677) pasó de un estado a otro trece veces y no se concedió la ciudadanía sueca a su población hasta 1699. Esto ha hecho que se hayan mantenido lazos culturales e históricos con la vecina provincia noruega de Trøndelag, ajenos a la competencia que siempre hubo entre los intereses dano-noruegos y el estado sueco, y ha contribuido a que los habitantes de Jemtia nunca se hayan considerado parte de Norlandia.